# Borkenes
Borkenes is een dorp in de gemeente Kvæfjord in de provincie Troms in Noorwegen. Het dorp is het administratieve centrum van de gemeente. Het dorp bevat voornamelijk boeren. Het is gelegen op het eiland Hinnøya, ongeveer 18 kilometer ten westen van de stad Harstad. Het is gelegen langs de Kvæfjorden.
De Kvæfjord kerk is gelegen in het centrum van het dorp in de buurt van de plaatselijke school. Het dorp is gebouwd langs het riviertje Råelva. Borkenes is 1,09 vierkante kilometer groot en heeft een bevolking van 1567. De bevolkingsdichtheid is 1438 inwoners per vierkante kilometer.

## Economie
Eerder was Borkenes een industrieel centrum met haringolie als belangrijkst product. Nu heeft het dorp een tuinbouw school dat deel van de Rå videregående skole (middelbare school) uitmaakt. Er is een klein beetje landbouw in het gebied waar aardbeien en aardappelen worden geteeld door lokale boeren. Wilde dieren en vissen zijn beschikbaar in de bergen en meren dicht bij de woonwijken, en boten zijn beschikbaar voor zee excursies.

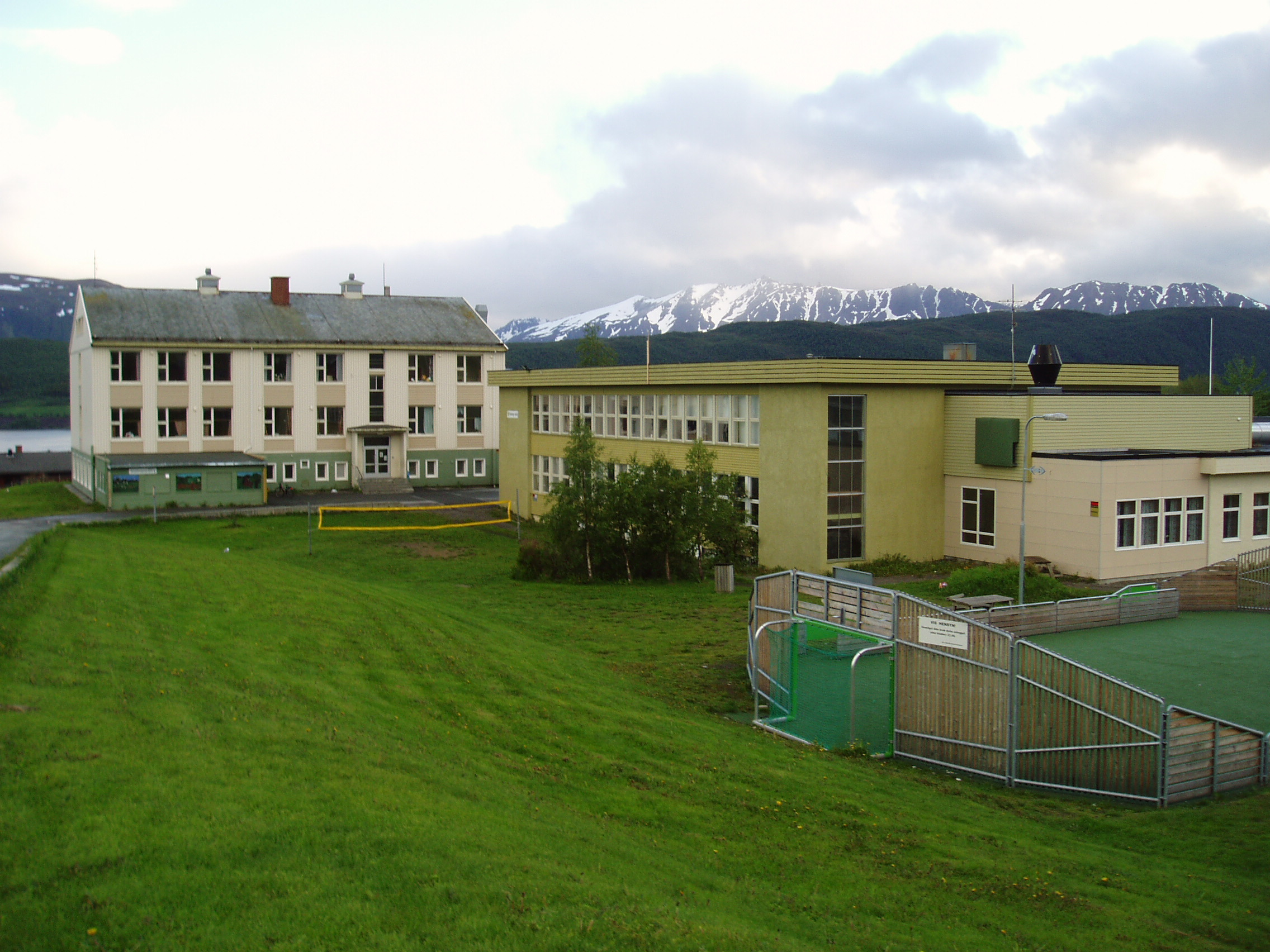
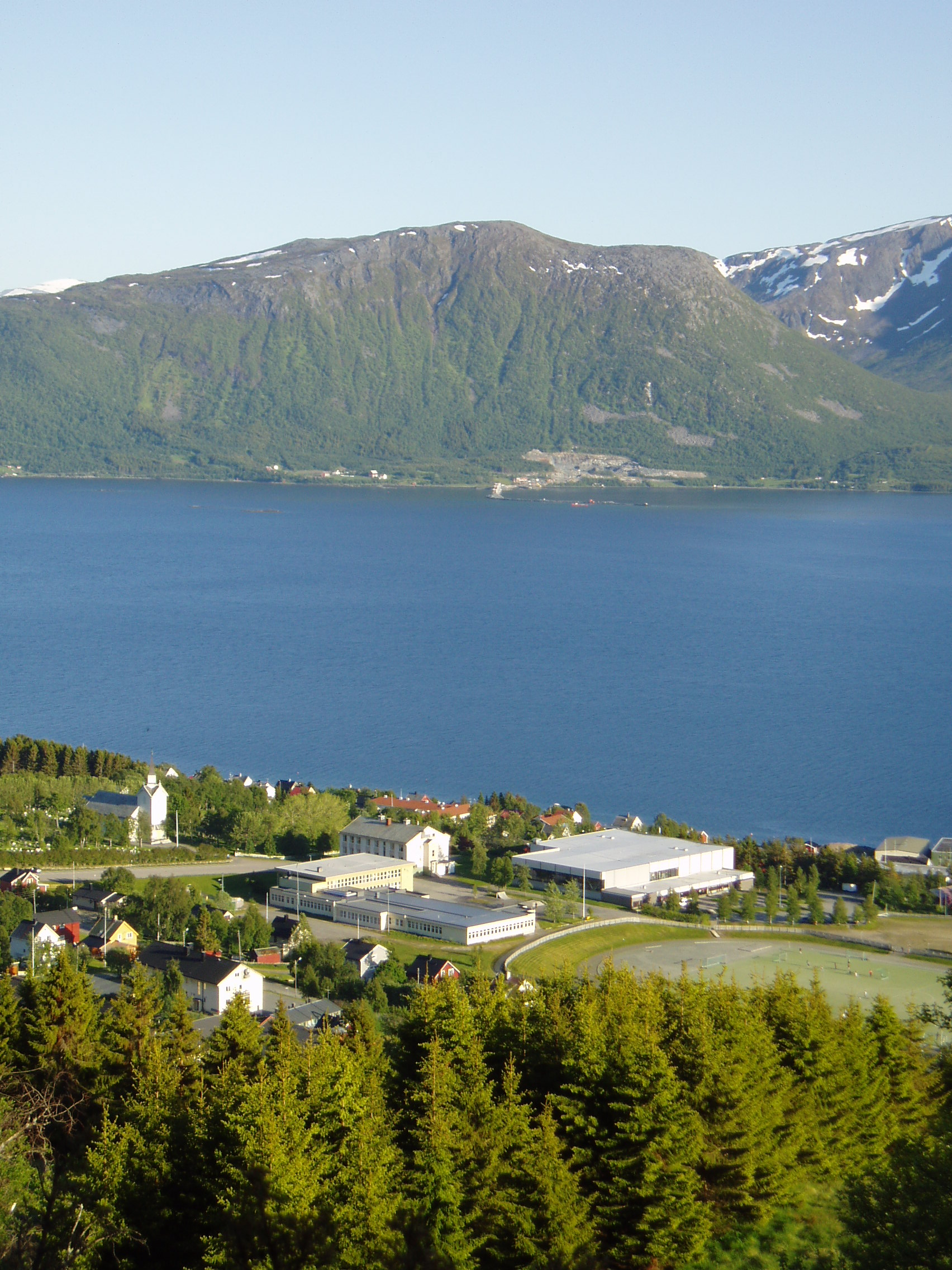
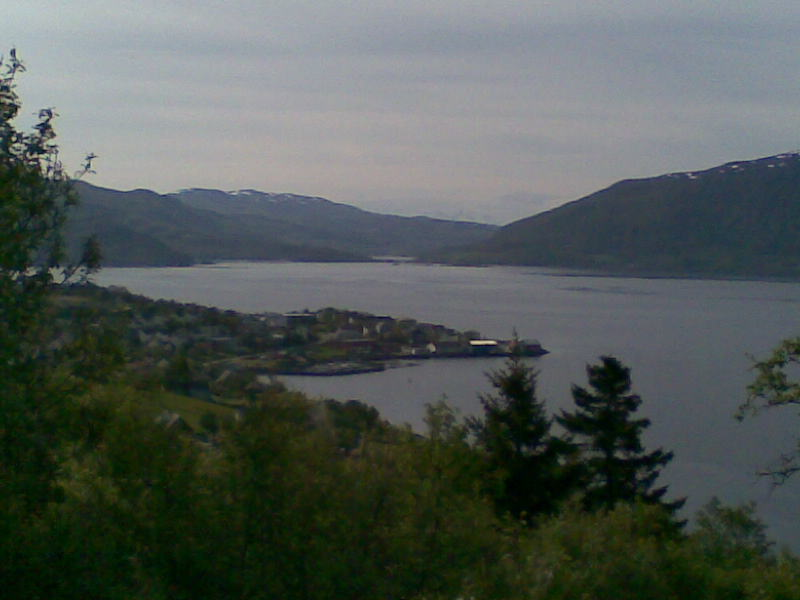
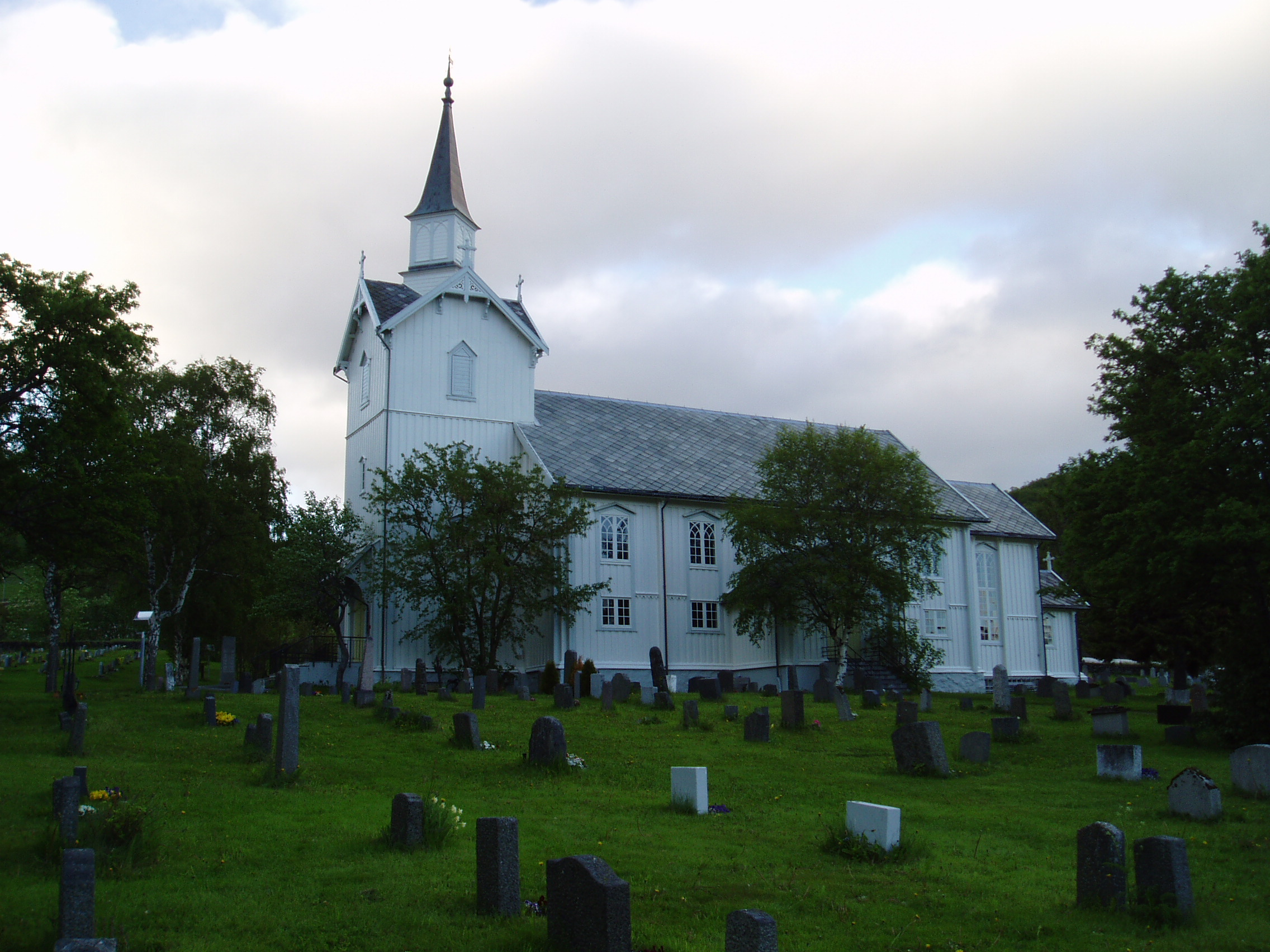